# لكمة الحباري (الحيمة الداخلية)

تعديل مصدري - تعديل

لكمة الحباري هي إحدى قرى عزلة بلاد القبائل بمديرية الحيمة الداخلية التابعة لمحافظة صنعاء، بلغ تعداد سكانها 339 نسمة حسب تعداد اليمن لعام 2004.